# Joyce Kennedy
Joyce Kennedy (1898 – 1943) foi uma atriz de teatro e cinema britânica.

## Filmografia selecionada
- The Man from Chicago (1930)
- Say It with Music (1932)
- The Return of Bulldog Drummond (1934)
- Dangerous Ground (1934)
- Seven Sinners (1936)
- Hail and Farewell (1936)
- Big Fella (1937)